# 守屋ユウ
守屋 ユウ（もりや ユウ、1988年9月22日 - ）は、日本のタレント、女優、声優。愛知県出身。2013年からはホワイトスターズプロモーションに仮所属していた。

## 出演作品

### 音声付電子書籍
漫画元気発動計画の電子書籍『Domix』掲載作品の多くに声を当てている。
2013年
- Vivo UNDEAD（樹崎聖） - 主演
- アンドロイドのいる法律事務所 1 - 3（緒方てい） - 主演
- ch31（山本マサユキ） - 主演
- ワイルドハーフ 王牙くんの話（浅美裕子） - 王牙 役
- 稚魂's ANGEL（浅美裕子） - コマル役

2014年
- 我が家に降りた天使の話（浅美裕子） - 全役

### ゲーム
- アプリ「PushON!」[要説明]

### ナレーション
- 広島製菓専門学校 テレビCM
- 代々木アニメーション学院名古屋校 ラジオCM

### ラジオ番組
- 守屋ユウのワンダフルステーション（メディアスFM） - パーソナリティ
- PARADISE BEAT（FM AICHI） - ゲスト出演
- メディアスFMラジオ - ゲスト出演[どれ?]

### ネット配信番組
- MANGA姉っくす！（ニコニコ生放送） - パーソナリティ
- 漫画元気発動計画！（DreamTribe） - パーソナリティ
- 鈴木茉美と守屋ユウの漫元姉っくす！（Stickam JAPAN!） - パーソナリティ

### その他
- 知多娘。 - 大府あかね 役[5]（2010年 - 2016年6月）
- あいスポ - ナビゲーター[6]
- NPO法人エンド・ゴール チラシ表紙
- 知多半島情報誌「ちたまるスタイル」表紙
- ちゃおサマーフェスティバル2013 - ミニステージMC